# ترنس فیشر
ترنس فیشر (انگلیسی: Terence Fisher؛ ۲۳ فوریهٔ ۱۹۰۴ – ۱۸ ژوئن ۱۹۸۰) یک کارگردان و تدوین‌گر اهل بریتانیا بود.
وی کارگردان فیلم‌هایی همچون دراکولا: شاهزاده تاریکی، پیه‌اش را به تنت بمال و شبح اپرا بوده است.